# Ostilio Ricci
Pour les articles homonymes, voir Ricci.
Ostilio Ricci (né à Fermo en 1540 ; mort à Florence en 1603) est un mathématicien et architecte italien.

## Biographie
Ostilio Ricci est professeur à l'Accademia del Disegno, école d'arts et techniques fondée en 1560 par le peintre Giorgio Vasari.
Ami de la famille, il enseigne la géométrie à Galilée, de 1582 à 1583.